# Aceh
Aceh (uttalas [ʔaˈtɕɛh] på indonesiska; officiellt Nanggröe Aceh Darussalam, på svenska även Atjeh) är en autonom region som är belägen på ön Sumatras norra del i Indonesien. Regionen hade cirka 4,7 miljoner invånare 2014 och Banda Aceh är dess huvudstad. De mest talade språken är indonesiska och acehnesiska. 
Rörelsen för ett fritt Aceh (GAM) har sedan 1976 utkämpat ett gerillakrig för regionens självständighet från Indonesien, men den 15 augusti 2005 slöt parterna ett kompromissande fredsavtal. Detta delvis som en följd av jordbävningen i Indiska oceanen 2004 som drabbade Aceh mycket hårt med minst 230 000 omkomna och 400 000 hemlösa. Vid Sumatra bildades över 20 meter höga vågor.
En EU-beskickning, Aceh Monitoring Mission (AMM), agerade fredsmedlare mellan GAM och den indonesiska staten från september 2005 till december 2006. Medlingen, som leddes av den nederländske diplomaten Pieter Feith, avlöpte mycket väl.
Den 11 april 2012 mättes en jordbävning upp till 8,7 på richterskalan i Acehområdet.
Aceh är en provins som tillämpar Sharia-lagar. Här kan man dömas till offentligt spöstraff för ”brott” som spel, sex mellan homosexuella eller alkoholförtäring. Allt fler bestraffas med spöstraff. Kvinnor drabbas hårdast. Antalet kvinnor som döms till liknande straff har ökat extra mycket under senare tid.

## Administrativ indelning
Aceh är indelad i 18 distrikt och 5 städer.
Distrikt (Kabupaten):
- Aceh Barat, Aceh Barat Daya, Aceh Besar, Aceh Jaya, Aceh Selatan, Aceh Singkil, Aceh Tamiang, Aceh Tengah, Aceh Tenggara, Aceh Timur, Aceh Utara, Bener Meriah, Bireuen, Gayo Lues, Nagan Raya, Pidie, Pidie Jaya, Simeulue

Städer (Kota):
- Banda Aceh, Langsa, Lhokseumawe, Sabang, Subulussalam